# 長沼信夫
長沼 信夫（ながぬま のぶお、1941年 - ）は、日本の地理学者。駒澤大学名誉教授。専門は水文学、自然地理学 。

## 来歴
1964年駒澤大学文学部地理歴史学科地理学専攻卒業。同年、同大学文学部の副助手に着任。1969年 法政大学大学院人文科学研究科地理学専攻修了。駒澤大学専任講師、助教授を経て、駒澤大学文学部教授に就任。水文学、陸水学を中心に研究。また南西諸島における石灰岩地域の水文環境、関東南部地域を中心とした地下水・温泉に関する水文学的研究など。
著書に『地球の水圏～海洋と陸水』『カルスト～その環境と人びとのかかわり』(共著)ほか
。
日本水文科学会評議員、日本地下水学会評議員、神奈川県自然環境保全審議会副会長、神奈川県自然環境保全審議会温泉部会会長、神奈川県温泉地学研究所外部評価委員会委員などを歴任。
2011年駒澤大学を退任、名誉教授。
2011年7月、環境大臣より温泉関係功労者として表彰される。

## 著書
- 「国立国会図書館サーチ」を参照